# 史提芬·巴克萊
史提芬·巴克萊（英語：Stephen Barclay，1972年5月3日—）是一位英格蘭政治人物，他的黨籍是保守黨。

## 生平
自2010年開始，他擔任東北劍橋郡選區選出的英國下議院議員。他在1994年加入保守黨。2018年11月16日獲委任為脫歐事務大臣。四日後，宣誓就職樞密院顧問官。2020年1月31日，英國脫歐，脫歐部隨之被裁撤，他因而卸任脫歐事務大臣，兩週後改任財政部首席秘書。在賈偉德辭職後，他於2022年7月接替成為衛生大臣。
2023年11月，他接替成為環境大臣一職。